# تسو تسى
تسو تسى (左慈) هي شخصية أسطورية من فترة الممالك الثلاث من الصين. سنوات من الولادة والوفاة غير معروفة، ومن المعتقد أنه كان موجودا قبل انهيار أسرة هان.